# Carlos de Portugal
Carlos de Braganza (2 de mayo de 1716-30 de marzo de 1736) fue un infante portugués, el cual murió en su juventud.

## Vida
Nació el 2 de mayo de 1716, era el cuatro hijo del rey  Juan V de Portugal y la archiduquesa María Ana de Austria, fue bautizado el 7 de junio por el Capellán Mayor e Inquisidor General Cardenal da Cunha en la Capilla Real del mismo Palacio, teniendo como padrinos a su tío Antonio de Portugal y a su hermana Bárbara. Sus abuelos paternos eran el rey Pedro II de Portugal y la princesa María Sofía de Palatinado-Neoburgo y los maternos el emperador Leopoldo I del Sacro Imperio Romano Germánico y la princesa Leonor Magdalena de Palatinado-Neoburgo, la cual era hermana mayor de su abuela paterna, por lo que sus padres era primos.
Desde temprana edad tuvo una mala salud, sufriendo numerosas dolencias. Sin embargo, era un joven activo, amable y considerado un genio. Se interesó por la Historia, la Aritmética, la Geografía y la Música, tocando regularmente la viola, su pasatiempo favorito en su tiempo libre. Disfrutaba de la conversación, «reflexionando con maduro juicio sobre las cosas», como se refiere Antonio Caetano de Souza.
Sus problemas de salud eran constantes, atribuyéndole síntomas de asma, lo que llevó al infante a viajar por su salud regularmente a Cascais, donde se alojó en el Palacio de los Marqueses de Cascais, para bañarse en las playas de Estoril.
Murió prematuramente en el mismo Palacio donde nació, el 30 de marzo de 1736, un mes después de cumplir los 20 años, víctima de una fiebre alta. Descansa en el Panteón de la Dinastía Braganza, en una tumba no identificada, se desconoce el motivo de este lapso.